# Хебертсфелден
Хебертсфелден (њем. Hebertsfelden) општина је у њемачкој савезној држави Баварска. Једно је од 31 општинског средишта округа Ротал-Ин. Према процјени из 2010. у општини је живјело 3.702 становника. Посједује регионалну шифру (AGS) 9277124.

## Географски и демографски подаци
Хебертсфелден се налази у савезној држави Баварска у округу Ротал-Ин. Општина се налази на надморској висини од 395–470 метара. Површина општине износи 49,9 km². У самом мјесту је, према процјени из 2010. године, живјело 3.702 становника. Просјечна густина становништва износи 74 становника/km².

## Међународна сарадња
| Мјесто | Држава   | Врста сарадње | Од    |
| ------ | -------- | ------------- | ----- |
| Алђе   | Мађарска | контакт       | 2000. |
| Извор  |          |               |       |